# Montesquieu-Avantès
Montesquieu-Avantès é uma comuna francesa na região administrativa de Occitânia, no departamento de Ariège.